# دونا پسکو
 دونا پسکو (انگلیسی: Donna Pescow؛ زادهٔ ۲۴ مارس ۱۹۵۴) یک هنرپیشه اهل ایالات متحده آمریکا است.
از فیلم‌ها یا برنامه‌های تلویزیونی که وی در آن نقش داشته است می‌توان به تب شب یک شنبه اشاره کرد.